# Eleccions al Parlament Europeu de 1984
Les eleccions al Parlament Europeu de 1984 van ser una sèrie d'eleccions parlamentàries celebrades en els estats membres de la Comunitat Econòmica Europea entre el 14 i el 17 de juny. Van ser les segones eleccions europees que es van celebrar, permetent als ciutadans elegir 434 diputats al Parlament Europeu.
Van ser les primeres eleccions conjuntes després de l'entrada de Grècia a la Comunitat Econòmica Europea, i les darreres abans de l'adhesió d'Espanya i Portugal el 1986.

## Sistema electoral
De la mateixa manera que a la primera convocatòria electoral europea, per 1984 tampoc hi havia normes sobre el sistema d'elecció a utilitzar. El Regne Unit va fer servir un sistema de votació plural per a múltiples circumscripcions petites a la Gran Bretanya i el vot únic transferible a Irlanda del Nord, mateix sistema que la República d'Irlanda, però els altres estats membres van emprar la representació proporcional per a circumscripcions menys grans (normalment l'estat membre en si mateix com a circumscripció única), encara que amb diferents mètodes d'assignació d'escons.

### Nombre d'escons
El nombre d'escons dels deu estats membre de la Comunitat Econòmica Europea al Parlament es van assignar segons la població, i en alguns casos es van dividir en circumscripcions.
| Estat membre | Escons |               | Estat membre | Escons    |    | Estat membre | Escons |
| França       | 81     | Regne Unit    | 81           | Dinamarca | 16 |              |        |
| RFA          | 81     | Països Baixos | 25           | Irlanda   | 15 |              |        |
| Itàlia       | 81     | Bèlgica       | 24           | Luxemburg | 6  |              |        |
|              |        |               | Grècia       | 24        |    | Total:       | 410    |

### Dates de les eleccions
Les eleccions es van celebrar en dues dates en els diversos estats membres de les Comunitats Europees, sempre dins del rang de quatre dies acordat, i que en aquesta ocasió van ser del dijous 14 de juny al diumenge 17 de juny.
| 14 de juny                                     | 17 de juny                                                       |
| ---------------------------------------------- | ---------------------------------------------------------------- |
| Dinamarca, Irlanda, Països Baixos i Regne Unit | Alemanya Occidental, Bèlgica, França, Grècia, Itàlia i Luxemburg |

## Resultats
Els partits socialdemòcrates agrupats a la Confederació Europea de Partits Socialistes van guanyar la majoria d'escons amb 129 eurodiputats, 18 per sobre de les anteriors eleccions, per davant dels partits conservadors i democratacristians del Partit Popular Europeu que van aconseguir 108 escons. Els partits liberals i centristes de la Federació de Partits Liberals i Demòcrates a Europa van sumar un total de 28 diputats europeus, 6 menys que a les anteriors eleccions, mentre que l'Aliança Lliure Europea i la Coordinació Europea de Partits Verds, creats uns mesos abans de les eleccions, es van estrenar amb 3 i 2 eurodiputats respectivament.
| Facció Europea                                                                             | Facció Europea                                                        | MEP                                                                   | MEP                                                                   | %                                                                     | MEP | MEP | %      |
| ------------------------------------------------------------------------------------------ | --------------------------------------------------------------------- | --------------------------------------------------------------------- | --------------------------------------------------------------------- | --------------------------------------------------------------------- | --- | --- | ------ |
|                                                                                            | Confederació dels Partits Socialistes de la Comunitat Europea (UPSCE) | Confederació dels Partits Socialistes de la Comunitat Europea (UPSCE) | Confederació dels Partits Socialistes de la Comunitat Europea (UPSCE) | Confederació dels Partits Socialistes de la Comunitat Europea (UPSCE) | 129 | 18  | 29,72% |
| Partit Socialdemòcrata d'Alemanya (SPD)                                                    | 33                                                                    | 2                                                                     | 7,60%                                                                 |                                                                       | 129 | 18  | 29,72% |
| Partit Laborista                                                                           | 32                                                                    | 15                                                                    | 7,37%                                                                 |                                                                       | 129 | 18  | 29,72% |
| Partit Socialista                                                                          | 20                                                                    | 2                                                                     | 4,61%                                                                 |                                                                       | 129 | 18  | 29,72% |
| Partit Socialista Italià                                                                   | 9                                                                     | =                                                                     | 2,07%                                                                 |                                                                       | 129 | 18  | 29,72% |
| Partit del Treball (P.v.d.A)                                                               | 9                                                                     | =                                                                     | 2,07%                                                                 |                                                                       | 129 | 18  | 29,72% |
| Moviment Socialista Panhel·lènic (PASOK)                                                   | 7                                                                     |                                                                       | 1,61%                                                                 |                                                                       | 129 | 18  | 29,72% |
| Partit Socialista                                                                          | 5                                                                     | 1                                                                     | 1,15%                                                                 |                                                                       | 129 | 18  | 29,72% |
| Partit Socialista Flamenc                                                                  | 4                                                                     | 1                                                                     | 0,92%                                                                 |                                                                       | 129 | 18  | 29,72% |
| Socialdemòcrates                                                                           | 3                                                                     | =                                                                     | 0,69%                                                                 |                                                                       | 129 | 18  | 29,72% |
| Partit Socialista Democràtic Italià                                                        | 3                                                                     | 1                                                                     | 0,69%                                                                 |                                                                       | 129 | 18  | 29,72% |
| Partit Socialista dels Treballadors (LSAP)                                                 | 2                                                                     | 1                                                                     | 0,46%                                                                 |                                                                       | 129 | 18  | 29,72% |
| Siumut                                                                                     | 1                                                                     | =                                                                     | 0,46%                                                                 |                                                                       | 129 | 18  | 29,72% |
| Partit Socialdemòcrata i Laborista                                                         | 1                                                                     | =                                                                     | 0,46%                                                                 |                                                                       | 129 | 18  | 29,72% |
|                                                                                            | Partit Popular Europeu (PPE)                                          | Partit Popular Europeu (PPE)                                          | Partit Popular Europeu (PPE)                                          | Partit Popular Europeu (PPE)                                          | 108 | 2   | 24,88% |
| Unió Demòcrata Cristiana d'Alemanya (CDU)                                                  | 34                                                                    | =                                                                     | 7,83%                                                                 |                                                                       | 108 | 2   | 24,88% |
| Democràcia Cristiana                                                                       | 26                                                                    | 3                                                                     | 5,99%                                                                 |                                                                       | 108 | 2   | 24,88% |
| Nova Democràcia (ND)                                                                       | 9                                                                     |                                                                       | 2,07%                                                                 |                                                                       | 108 | 2   | 24,88% |
| Crida Demòcrata Cristiana (CDA)                                                            | 8                                                                     | 2                                                                     | 1,84%                                                                 |                                                                       | 108 | 2   | 24,88% |
| Unió Social Cristiana de Baviera (CSU)                                                     | 7                                                                     | 1                                                                     | 1,61%                                                                 |                                                                       | 108 | 2   | 24,88% |
| Centre dels Demòcrates Socials (CDS) [en la candidatura de la UDF]                         | 7                                                                     | =                                                                     | 1,61%                                                                 |                                                                       | 108 | 2   | 24,88% |
| Fine Gael (FG)                                                                             | 6                                                                     | 2                                                                     | 1,38%                                                                 |                                                                       | 108 | 2   | 24,88% |
| Partit Cristià Popular                                                                     | 4                                                                     | =                                                                     | 0,92%                                                                 |                                                                       | 108 | 2   | 24,88% |
| Partit Popular Social Cristià (CSV)                                                        | 3                                                                     | =                                                                     | 0,69%                                                                 |                                                                       | 108 | 2   | 24,88% |
| Partit Social-Cristià                                                                      | 2                                                                     | 1                                                                     | 0,46%                                                                 |                                                                       | 108 | 2   | 24,88% |
| Demòcrates de Centre                                                                       | 1                                                                     | =                                                                     | 0,23%                                                                 |                                                                       | 108 | 2   | 24,88% |
| Partit Popular del Tirol del Sud                                                           | 1                                                                     | =                                                                     | 0,23%                                                                 |                                                                       | 108 | 2   | 24,88% |
|                                                                                            | Federació de Partits Liberals i Demòcrates Europeus (LDE)             | Federació de Partits Liberals i Demòcrates Europeus (LDE)             | Federació de Partits Liberals i Demòcrates Europeus (LDE)             | Federació de Partits Liberals i Demòcrates Europeus (LDE)             | 28  | 6   | 6,45%  |
| Partit Republicà (PR) [en la candidatura de la UDF]                                        | 6                                                                     | 2                                                                     | 1,38%                                                                 |                                                                       | 28  | 6   | 6,45%  |
| Partit Popular per la Llibertat i la Democràcia (VVD)                                      | 5                                                                     | 1                                                                     | 1,15%                                                                 |                                                                       | 28  | 6   | 6,45%  |
| Partit Radical (PRAD) [en la candidatura de la UDF]                                        | 4                                                                     | =                                                                     | 0,92%                                                                 |                                                                       | 28  | 6   | 6,45%  |
| Partit Reformista Liberal                                                                  | 3                                                                     | 1                                                                     | 0,69%                                                                 |                                                                       | 28  | 6   | 6,45%  |
| Partit Republicà Italià                                                                    | 3                                                                     | 1                                                                     | 0,69%                                                                 |                                                                       | 28  | 6   | 6,45%  |
| Partit de la Llibertat i el Progrès                                                        | 2                                                                     | =                                                                     | 0,46%                                                                 |                                                                       | 28  | 6   | 6,45%  |
| Esquerra                                                                                   | 2                                                                     | 1                                                                     | 0,46%                                                                 |                                                                       | 28  | 6   | 6,45%  |
| Partit Liberal Italià                                                                      | 2                                                                     | 1                                                                     | 0,46%                                                                 |                                                                       | 28  | 6   | 6,45%  |
| Partit Democràtic (DP)                                                                     | 1                                                                     | 1                                                                     | 0,23%                                                                 |                                                                       | 28  | 6   | 6,45%  |
|                                                                                            | Aliança Lliure Europea (ALE)                                          | Aliança Lliure Europea (ALE)                                          | Aliança Lliure Europea (ALE)                                          | Aliança Lliure Europea (ALE)                                          | 3   |     | 0,69%  |
| Unió del Poble (VU)                                                                        | 2                                                                     | 1                                                                     | 0,46%                                                                 |                                                                       | 3   |     | 0,69%  |
| Partit Sard d'Acció [dins la coalició Federalisme]                                         | 1                                                                     |                                                                       | 0,23%                                                                 |                                                                       | 3   |     | 0,69%  |
|                                                                                            | Coordinació Europea de Partits Verds (CEPV)                           | Coordinació Europea de Partits Verds (CEPV)                           | Coordinació Europea de Partits Verds (CEPV)                           | Coordinació Europea de Partits Verds (CEPV)                           | 2   |     | 0,46%  |
| Agalev                                                                                     | 1                                                                     |                                                                       | 0,23%                                                                 |                                                                       | 2   |     | 0,46%  |
| Ecolo                                                                                      | 1                                                                     |                                                                       | 0,23%                                                                 |                                                                       | 2   |     | 0,46%  |
|                                                                                            | Candidatures sense facció europea                                     | Candidatures sense facció europea                                     | Candidatures sense facció europea                                     | Candidatures sense facció europea                                     | 164 | 5   | 37,79% |
| Partit Conservador                                                                         | 45                                                                    | 15                                                                    | 10,37%                                                                |                                                                       | 164 | 5   | 37,79% |
| Partit Comunista Italià                                                                    | 27                                                                    | 3                                                                     | 6,22%                                                                 |                                                                       | 164 | 5   | 37,79% |
| Reagrupament per la República [en la candidatura de la UDF]                                | 15                                                                    | =                                                                     | 3,46%                                                                 |                                                                       | 164 | 5   | 37,79% |
| Front Nacional                                                                             | 10                                                                    |                                                                       | 2,30%                                                                 |                                                                       | 164 | 5   | 37,79% |
| Partit Comunista Francès+Partit Comunista Reunionès+UP                                     | 10                                                                    | 9                                                                     | 2,30%                                                                 |                                                                       | 164 | 5   | 37,79% |
| Fianna Fáil (FF)                                                                           | 8                                                                     | 3                                                                     | 1,84%                                                                 |                                                                       | 164 | 5   | 37,79% |
| Els Verds (GRÜNE)                                                                          | 7                                                                     |                                                                       | 1,61%                                                                 |                                                                       | 164 | 5   | 37,79% |
| Moviment Social Italià                                                                     | 5                                                                     | 1                                                                     | 1,15%                                                                 |                                                                       | 164 | 5   | 37,79% |
| Moviment Popular Contra la UE                                                              | 4                                                                     | =                                                                     | 0,92%                                                                 |                                                                       | 164 | 5   | 37,79% |
| Partit Popular Conservador                                                                 | 4                                                                     | 2                                                                     | 0,92%                                                                 |                                                                       | 164 | 5   | 37,79% |
| Unió per a la Democràcia Francesa (UDF)                                                    | 3                                                                     | =                                                                     | 0,69%                                                                 |                                                                       | 164 | 5   | 37,79% |
| Partit Comunista de Grècia (ΚΚΕ)                                                           | 3                                                                     |                                                                       | 0,69%                                                                 |                                                                       | 164 | 5   | 37,79% |
| Partit Radical                                                                             | 3                                                                     | =                                                                     | 0,69%                                                                 |                                                                       | 164 | 5   | 37,79% |
| Centre Nacional d'Independents i Agraris [en la candidatura de la UDF]                     | 2                                                                     | 1                                                                     | 0,46%                                                                 |                                                                       | 164 | 5   | 37,79% |
| Partit del Centre [en la candidatura del PASOK]                                            | 2                                                                     |                                                                       | 0,46%                                                                 |                                                                       | 164 | 5   | 37,79% |
| Acord Progressista Verd (CPN-PSP-PPR-GPN)                                                  | 2                                                                     |                                                                       | 0,46%                                                                 |                                                                       | 164 | 5   | 37,79% |
| Partit Popular Socialista                                                                  | 1                                                                     | =                                                                     | 0,23%                                                                 |                                                                       | 164 | 5   | 37,79% |
| Democràcia Cristiana Francesa [en la candidatura de la UDF]                                | 1                                                                     |                                                                       | 0,23%                                                                 |                                                                       | 164 | 5   | 37,79% |
| Federació Nacional de Clubs Perspectives i Realitats [en la candidatura de la UDF]         | 1                                                                     | =                                                                     | 0,23%                                                                 |                                                                       | 164 | 5   | 37,79% |
| Moviment Socialista Democràtic de França [en la candidatura de la UDF]                     | 1                                                                     | =                                                                     | 0,23%                                                                 |                                                                       | 164 | 5   | 37,79% |
| Partit Liberal [en la candidatura de la UDF]                                               | 1                                                                     |                                                                       | 0,23%                                                                 |                                                                       | 164 | 5   | 37,79% |
| Esquerra Democràtica Unida [en la candidatura del PASOK]                                   | 1                                                                     |                                                                       | 0,23%                                                                 |                                                                       | 164 | 5   | 37,79% |
| Partit Comunista de Grècia (Interior) (KKE–E)                                              | 1                                                                     |                                                                       | 0,23%                                                                 |                                                                       | 164 | 5   | 37,79% |
| Unió Política Nacional                                                                     | 1                                                                     |                                                                       | 0,23%                                                                 |                                                                       | 164 | 5   | 37,79% |
| Democràcia Proletària                                                                      | 1                                                                     | =                                                                     | 0,23%                                                                 |                                                                       | 164 | 5   | 37,79% |
| Partit Polític Reformat-Unió Política Reformada-Federació Política Reformada (SGP-GPV-RPF) | 1                                                                     |                                                                       | 0,23%                                                                 |                                                                       | 164 | 5   | 37,79% |
| Partit Nacional Escocès                                                                    | 1                                                                     | =                                                                     | 0,23%                                                                 |                                                                       | 164 | 5   | 37,79% |
| Partit Unionista de l'Ulster                                                               | 1                                                                     | =                                                                     | 0,23%                                                                 |                                                                       | 164 | 5   | 37,79% |
| Partit Unionista Democràtic                                                                | 1                                                                     | =                                                                     | 0,23%                                                                 |                                                                       | 164 | 5   | 37,79% |
| Independent: Thomas Joseph Maher                                                           | 1                                                                     | =                                                                     | 0,23%                                                                 |                                                                       | 164 | 5   | 37,79% |

## Nou parlament
Després de les eleccions de 1984, el Parlament Europeu va mantenir els seus grans grups, liderats pel Grup Socialista amb 130 escons enfront dels 110 eurodiputats del Grup del Partit Popular Europeu - Grup Demòcrata Cristià, seguits del Grup dels Demòcrates Europeus amb 50 representants, del Grup Comunista i aliats amb 41 i del Grup Liberal i Democràtic amb 31.
Si bé, es van crear tres nous grups: el Grup de l'Aliança Democràtica Europea, amb els partits del Grup dels Demòcrates Europeus de Progrés excepte el Partit Popular Conservador de Dinamarca, el Grup de l'Arc de Sant Martí, amb els partits del Grup per a la Coordinació Tècnica i la Defensa dels Grups i Diputats i els nous partits verds i regionalistes que van accedir a la càmera, i el Grup de la Dreta Europea, liderat pel Front Nacional de França i amb la participació del Moviment Social Italià, que formava part dels No Inscrits la legislatura anterior:
| Grup polític | Grup polític                                                   | Posició          | Ideologia                                       | Escons    |
| ------------ | -------------------------------------------------------------- | ---------------- | ----------------------------------------------- | --------- |
|              | Grup Socialista (SOC)                                          | Centreesquerra   | Socialdemocràcia Socialisme democràtic          | 130 / 434 |
|              | Grup del Partit Popular Europeu - Grup Demòcrata Cristià (PPE) | Centredreta      | Conservadorisme liberal Democràcia cristiana    | 110 / 434 |
|              | Grup dels Demòcrates Europeus (GDE)                            | Dreta            | Conservadorisme                                 | 50 / 434  |
|              | Grup Comunista i aliats (COM)                                  | Esquerra         | Marxisme Anticapitalisme                        | 41 / 434  |
|              | Grup Liberal i Democràtic (LD)                                 | Centre           | Liberalisme Socioliberalisme Progressisme       | 31 / 434  |
|              | Grup de l'Aliança Democràtica Europea (ADE)                    | Dreta Ultradreta | Conservadorisme nacionalista                    | 29 / 434  |
|              | Grup de l'Arc de Sant Martí (ARC)                              | Transversalisme  | Ecologisme Regionalisme                         | 20 / 434  |
|              | Grup de la Dreta Europea (GDE)                                 | Ultradreta       | Populisme de dreta Euroescepticisme Sobiranisme | 16 / 434  |
|              | No inscrits (NI)                                               |                  |                                                 | 7 / 434   |

En la mateixa sessió, el popular Pierre Pflimlin va ser elegit com a president del Parlament Europeu, en segona volta, amb 221 vots a favor, guanyant al socialista Piet Dankert, president de la càmera fins al final de la I legislatura. Els socialistes van obtenir el nombre més gran de llocs a la mesa, seguits pel Grup Comunista i Aliats i el Grup dels Demòcrates Europeus.